# Arhopala axina
Arhopala axina är en fjärilsart som beskrevs av Evans 1957. Arhopala axina ingår i släktet Arhopala och familjen juvelvingar. Inga underarter finns listade i Catalogue of Life.